# Ronny Van Sweevelt
Ronny Van Sweevelt (Hasselt, 3 augustus 1962 - Hasselt, 17 juni 2020) was een Belgisch wielrenner. Zijn oudere broer Valère Van Sweevelt was ook een wielrenner.

## Carrière
Van Sweevelt won twee wedstrijden in zijn carrière, en werd in 1985 derde in Circuit du Hainaut en 5e in de Ronde van Vlaanderen voor beloften in 1986. In 1984 nam hij deel aan de wegwedstrijd op de Olympische Spelen die hij niet uitreed.
Na zijn wielercarrière kwam Van Sweevelt nog een aantal keer in het nieuws onder meer door een drugsverslaving en een politieachtervolging. Hij overleed nadat hij zich verslikte toen hij op restaurant ging en in een coma belandde.

## Overwinningen
1982
Ulbeek-Wellen
1988
1e etappe Ronde van Luik